# Cantonul Remoulins
Cantonul Remoulins este un canton din arondismentul Nîmes, departamentul Gard, regiunea Languedoc-Roussillon, Franța.

## Comune
- Argilliers
- Castillon-du-Gard
- Collias
- Fournès
- Pouzilhac
- Remoulins (reședință)
- Saint-Hilaire-d'Ozilhan
- Valliguières
- Vers-Pont-du-Gard